# Morpho mixta
Morpho mixta är en fjärilsart som beskrevs av Hans Fruhstorfer 1907. Morpho mixta ingår i släktet Morpho och familjen praktfjärilar. Inga underarter finns listade i Catalogue of Life.